# クラッシュ・ダイブ
『クラッシュ・ダイブ』（Crash Dive）は、1997年のアメリカ合衆国のアクションビデオ映画。翌年1998年にマイケル・ダディコフ主演で類似作品の『クラッシュ・ダイブ II』（Counter Measures）が発売された。フジテレビのゴールデン洋画劇場では『クラッシュ・ダイブ 急速潜航』というタイトルで放送された。

## ストーリー
バージニア州ノーフォークにある海洋科学アカデミーで、明日出港する潜水艦「ユリシーズ」の最終点検を行っていた元特殊部隊員で設計者のジェームズ・カーターは、新人の副艦長であるマクドナルドを連れていたペンドルトン提督とラング艦長に会う。息子のトミーから言われたカーターは、ラング艦長に提督の側近の女性が誰かを聞き、リサ・スタークという有能な人物であると知らされる。そして艦長とマクドナルドたち乗組員がユリシーズに乗船し、朝方任務のパトロールを行うため出港する。
嵐になり海が荒れはじめたときパトロールを行っていたユリシーズの乗組員たちは、遭難したという船から遭難信号が発せられているのを発見する。極秘任務のため、マクドナルド副艦長は浮上して救助することに難色を示していた。だがラング艦長は、マクドナルドに教科書どおりの対応をしないように話した後、救助しなければ彼らが死んでしまうと救出命令を出して、ユリシーズが浮上し乗組員たちは遭難者たちを救助する。だが遭難者だと思われたリヒターらは、遭難は潜水艦に乗り込むための偽装で本当の目的は潜水艦を乗っ取ることだった。彼らは乗組員たちを殺害し通信装置を使えなくさせ、ユリシーズの位置を確認できないようにする。報告を受けたペンデルトン提督は、事態を収拾するため設計者のカーターを国防省に呼ぶ。家族が居るのでもう海軍の手伝いを出来ないというカーターだったが、息子の勧めで手伝うことに。
まず、別の潜水艦を用意し、そこからユリシーズに無事潜入。
次々とテロリストを倒していき、操縦室での銃撃戦の最中、組員に裏切り者が。
押し問答の末、カーターが裏切り者を倒し、ミサイルの軌道をエンパイアステイトビルの屋上に軌道修正した。
残るテロリストのボスも、排気口から海に押し出し、ユリシーズは無事補助燃料を使って海上まで浮き上がりフィナーレを迎える。
自宅に帰ったカーターは、リサ・スタークと再会しエンディング。

## 登場人物
ジェームズ・カーター
演 - マイケル・ダディコフ
設計者。元特殊部隊員。
ペンデルトン
演 - フレデリック・フォレスト
提督。
リヒター
演 - ライナー・ショーン
遭難者。
マーフィ
演 - ジェイ・アコヴォーン
機関長。
マクドナルド
演 - クレイ・グリーンブッシュ
副長。
コリンズ
演 - マーティ・ヨスト
操縦士。レスリングのチャンピオン。
ウェジャー
演 - サイラス・ファーマー
緯度も経度も頭の中で計算できる。
ロビンソン
演 - アダム・ギフォード
兵器担当。
デント
演 - クリストファー・タイタス
ソナー担当。
ラング
演 - マイケル・カバナフ
艦長。
クライトン
演 - ジョン・ラファイエット
艦長。
リサ・スターク
演 - キャサリン・ベル
ペンデルトンの側近。
トミー・カーター
演 - ブリッテン・マーカス
ジェームズの息子。

## キャスト
| 役名                    | 俳優                     | 日本語吹替 | 日本語吹替   |
| 役名                    | 俳優                     | ソフト版   | フジテレビ版 |
| ----------------------- | ------------------------ | ---------- | ------------ |
| ジェームズ・カーター    | マイケル・ダディコフ     | 山路和弘   | 江原正士     |
| ペンデルトン提督        | フレデリック・フォレスト | 石波義人   | 富田耕生     |
| リヒター                | ライナー・ショーン       | 大山高男   | 内海賢二     |
| マーフィ機関長          | ジェイ・アコヴォーン     | 石井康嗣   | 谷口節       |
| マクドナルド副長        | クレイ・グリーンブッシュ | 堀川仁     | 宮本充       |
| コリンズ                | マーティ・ヨスト         | 宗矢樹頼   | 佐々木誠二   |
| ウェジャー              | サイラス・ファーマー     |            | 古田信幸     |
| ロビンソン              | アダム・ギフォード       |            | 石川ひろあき |
| ガンター・R・ニュートン | パシャ・D・リチニコフ    |            | 田中正彦     |
| サプリッチ              | タイム・ウィンタース     |            | 村山明       |
| ボレーン                | エレーナ・デバード       |            | 鈴鹿千春     |
| アバロン                | ミオ・R・ヤクラ          |            | 手塚秀彰     |
| デント                  | クリストファー・タイタス |            | 土方優人     |
| ブロック                | マイケル・コペロウ       |            | 小野健一     |
| リサ・スターク          | キャサリン・ベル         | 田中敦子   | 日野由利加   |
| ラング艦長              | マイケル・カバナフ       | 田原アルノ | 石森達幸     |
| クライトン艦長          | ジョン・ラファイエット   | 岩田安生   | 池田勝       |
| トミー・カーター        | ブリッテン・マーカス     | 根谷美智子 | 矢島晶子     |

- フジテレビ版：初回放送1999年12月4日 『ゴールデン洋画劇場』

## スタッフ
- 監督：アンドリュー・スティーヴンス
- 脚本：ウィリアム・C・マーテル
- 製作：アショク・アムリトラジ、アンドリュー・スティーヴンス
- 製作総指揮：アラン・B・バースティーン
- 撮影監督：マイク・スラビス
- プロダクションデザイナー：ミック・ストローン
- 編集：ヴァニック・モラディアン
- 衣裳デザイン：エリザベッタ・ロジャーニ
- 音楽：クロード・ゴーデット、デヴィッド・ワースト、エリック・ワースト

### 日本語吹替版スタッフ
- フジテレビ版吹替演出：春日正伸
- フジテレビ版吹替翻訳：栗原とみ子
- フジテレビ版吹替調整：白石洋
- フジテレビ版吹替効果：栗林秀年
- フジテレビ版吹替製作：ムービーテレビジョン